# Julius Joseph Neumann
Cet article possède un paronyme, voir Neumann.
Jules Joseph Neumann (1836 - 1895) est un prêtre lorrain. Il est député au Reichstag allemand de 1890 à 1895.

## Biographie
Jules Joseph Neumann naît le 15 mai 1836 à Boulay en Moselle. Après des études au lycée, il suit des cours de théologie au séminaire de Metz. En 1861, Jules Joseph Neumann est ordonné prêtre catholique. Vicaire à Ars-sur-Moselle, il est nommé prêtre à Veymerange  en 1863, puis à Ottange en 1873. En 1878, Jules Joseph Neumann est finalement nommé curé à Hayange. En 1890, Neumann se présente aux élections du Reichstag.
De 1890 à 1895, Jules Joseph Neumann est député au Reichstag, pour les circonscriptions de Boulay et de Thionville. Jules Joseph Neumann décédera au cours de son deuxième mandat, le 30 octobre 1895.

## Sources
- Amtliches Reichstags-Handbuch, Legislaturperiode ..., Bd.: 1890, Verlag von Trowitzsch und Sohn, Berlin, 1890